# 401(k)

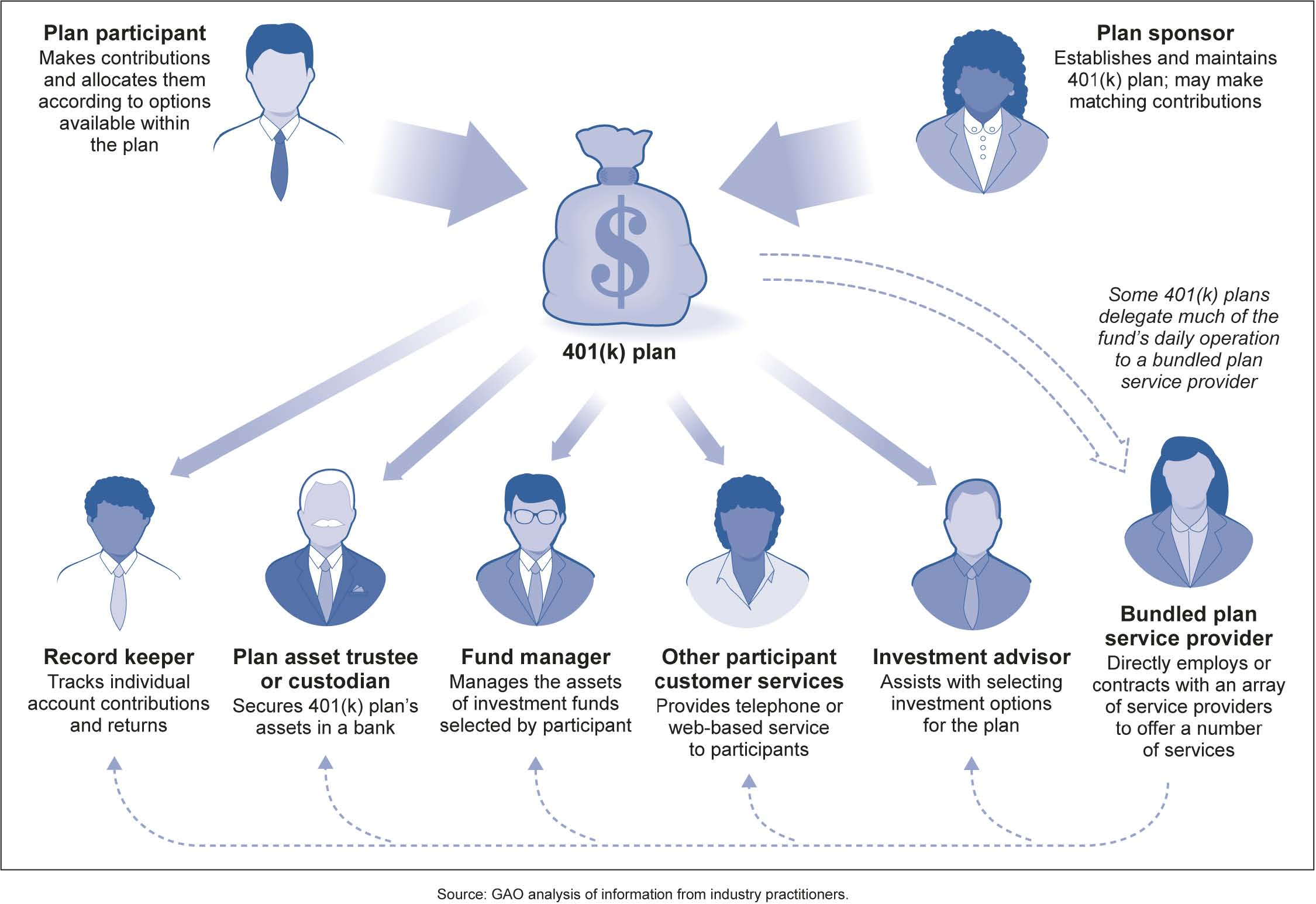
Plans d'aportació definida: els enfocaments d'altres països ofereixen estratègies beneficioses en diversos àmbits. Nota: els serveis es poden agrupar o desagregar amb serveis o serveis d'assessorament. Amb un acord de serveis agrupats, el patrocinador del pla contracta una empresa que ofereix diversos serveis directament o mitjançant subcontractes. Amb acords desagregats, el patrocinador utilitza una combinació de proveïdors de serveis.

Als Estats Units, un pla 401(k) és un compte de pensió personal (estalvi) de contribució definida patrocinat per l'empresari, tal com es defineix a la subsecció 401(k) de l'Internal Revenue Code dels EUA. Les contribucions periòdiques dels empleats surten directament dels seus xecs de pagament i l'empresari pot ser igualada. Aquesta opció abans d'impostos és el que fa que els plans 401 (k) siguin atractius per als empleats, i molts empresaris ofereixen aquesta opció als seus treballadors (a temps complet). 401(k) a pagar és un compte del llibre major que conté l'import dels pagaments de pensions del pla 401(k) que un empresari té l'obligació de remetre a un administrador del pla de pensions. Aquest compte està classificat com a passiu de nòmina, ja que l'import degut s'ha de pagar en el termini d'un any.
N'hi ha de dos tipus: tradicional i Roth 401(k). Per als comptes Roth, les aportacions i les retirades no tenen cap impacte en l'impost sobre la renda. Per als comptes tradicionals, les contribucions es poden deduir dels ingressos imposables i les retirades s'afegeixen als ingressos imposables. Hi ha límits a les contribucions, regles que regulen les retirades i possibles sancions.
El benefici (en comparació amb un compte amb impostos normalment) del compte Roth és dels beneficis permanentment lliures d'impostos que normalment es gravarien en un compte normal. El benefici net del compte tradicional és la suma de (1) el mateix benefici que el compte Roth dels beneficis permanentment lliures d'impostos en l'estalvi després d'impostos, (2) una possible bonificació (o penalització) de retirades a tipus impositius inferiors (o superiors) que a la contribució, i (3) l'impacte en la qualificació per a altres programes de prova d'ingressos de les contribucions i retirades a la reducció d'impostos i la reducció d'ingressos.
A partir del 2019, els plans 401(k) tenien 6,4 mil bilions de dòlars en actius.

## Història
Abans de 1974, alguns empresaris nord-americans havien donat al seu personal l'opció de rebre diners en efectiu en lloc d'una contribució pagada per l'empresari als seus comptes de plans de jubilació qualificats per impostos. El Congrés dels EUA va prohibir nous plans d'aquest tipus l'any 1974, a l'espera d'estudiar més. Un cop finalitzat aquest estudi, el Congrés va reautoritzar aquests plans, sempre que complissin certs requisits especials. El Congrés ho va fer promulgant la secció 401 (k) del codi d'ingressos interns com a part de la Llei d'ingressos. Això va passar el 6 de novembre de 1978.
La primera implementació del pla 401 (k) va ser el 1978, unes tres setmanes després de la promulgació de la secció 401 (k), abans que la Llei d'ingressos de 1978 entrés en vigor. Ethan Lipsig, del despatx d'advocats extern de Hughes Aircraft Company, va enviar una carta a Hughes Aircraft explicant com podria convertir el seu pla d'estalvi després d'impostos en un pla 401 (k).
Ted Benna va ser dels primers a establir un pla 401 (k), creant-lo a la seva pròpia empresa, les Johnson Companies (avui fent negocis com Johnson Kendall & Johnson). Benna estava intentant reduir els impostos a pagar en un pla de bonificació de compensació diferit per als directius del banc, en un moment en què la taxa marginal màxima de l'impost sobre la renda era del 70%. Els empleats podrien aportar el 25% dels seus sous, fins a 30.000 dòlars anuals, al pla 401 (k) del seu empresari.

## Fiscalitat
Hi ha dos tipus principals que corresponen a la mateixa distinció en un compte de jubilació individual (IRA); anomenada de manera diversa com a tradicional vs. Roth, o amb impostos diferits vs. exempt d'impostos, o EET vs. TEE.

### Tradicional
Els beneficis d'estalvi d'impostos dels comptes tradicionals (mesurats per la diferència de resultats respecte a un compte amb impostos normalment) són la suma de dos factors de benefici. 1) Un possible benefici (o cost) és l'eventual retirada multiplicada per la diferència de tipus impositius entre la contribució i la retirada. L'esperança és que la taxa de jubilació sigui més baixa, per un benefici. Els tipus impositius efectius s'utilitzen per incorporar l'impacte de les contribucions i es basa en la qualificació de l'estalviador per als beneficis d'altres programes de control d'ingressos.
2) Tothom sempre rep el mateix benefici que un compte Roth: el benefici dels beneficis permanentment lliures d'impostos en l'estalvi després d'impostos. La comprensió conceptual  és que la reducció d'impostos de la contribució és que el govern inverteix els seus diners juntament amb els de l'estalvi, perquè inverteixi com vulgui. Passen a ser copropietaris del compte. La part del compte del govern (finançament més els beneficis lliures d'impostos obtinguts per aquest) en el moment de la retirada finança totalment l'impost sobre la retirada del compte calculat segons el tipus impositiu de la contribució. Així, la reducció d'impostos de la contribució mai és un benefici, i els beneficis mai es tributen. L'impost de retirada és conceptualment una distribució del principal entre propietaris, no un "impost", i no hi ha cap benefici "de l'ajornament".

### Roth
A partir de l'any fiscal 2006, els empleats han pogut designar contribucions com a ajornament Roth 401 (k). De manera similar a les disposicions d'un Roth IRA, aquestes contribucions es fan després d'impostos.

## Retirada de fons
En general, un participant 401 (k) pot començar a retirar diners del seu pla després d'arribar a l'edat de 59 1⁄2 sense penalització. L'Internal Revenue Code imposa severes restriccions a la retirada d'impostos ajornats o contribucions Roth mentre una persona segueix en servei a l'empresa i és menor d'edat.. Qualsevol retirada que es permeti abans dels 59 1⁄2 anys està subjecte a un impost especial igual al deu per cent de l'import distribuït (a més de l'impost sobre la renda ordinari que s'ha de pagar), incloses les retirades per pagar les despeses a causa d'una dificultat, excepte en la mesura que la distribució no superi l'import admissible com a deducció segons l'article 213 del Codi d'Hisenda Intern a l'empleat (secció 213 del Codi d'Hisenda Intern) l'empleat detalla les deduccions d'aquest any imposable). Les quantitats retirades estan subjectes a l'impost ordinari sobre la renda per al participant.

## Acumulats
Els canvis entre els plans de jubilació elegibles s'aconsegueixen de dues maneres: mitjançant una distribució al participant i una transferència posterior a un altre pla o mitjançant una transferència directa d'un pla a un altre. En general, els canvis després d'una distribució al participant s'han d'aconseguir dins dels 60 dies posteriors a la distribució. Si no es compleix el límit de 60 dies, no es permetrà la transferència i la distribució es gravarà com a ingressos ordinaris i s'aplicarà la penalització del 10%, si escau. Les mateixes regles i restriccions s'apliquen als canvis de plans a IRA.

## Plans per a determinades petites empreses o empreses individuals
La Llei de conciliació de creixement econòmic i alleujament fiscal de 2001 (EGTRRA) va fer que els plans 401 (k) fossin més beneficiosos per als treballadors autònoms. Els dos canvis clau promulgats estan relacionats amb la contribució deduïble de l'"Empleador" permesa i el límit de la contribució IRC-415 "Individual".